# لوگان پارک (مینیاپولیس)
لوگان پارک (به انگلیسی: Logan Park) یک منطقهٔ مسکونی در ایالات متحده آمریکا است که در مینیاپولیس واقع شده‌است. لوگان پارک ۲٬۱۷۹ نفر جمعیت دارد.